# Dolánky nad Ohří
Dolánky nad Ohří é uma comuna checa localizada na região de Ústí nad Labem, distrito de Litoměřice.